# Spreewaldtracht

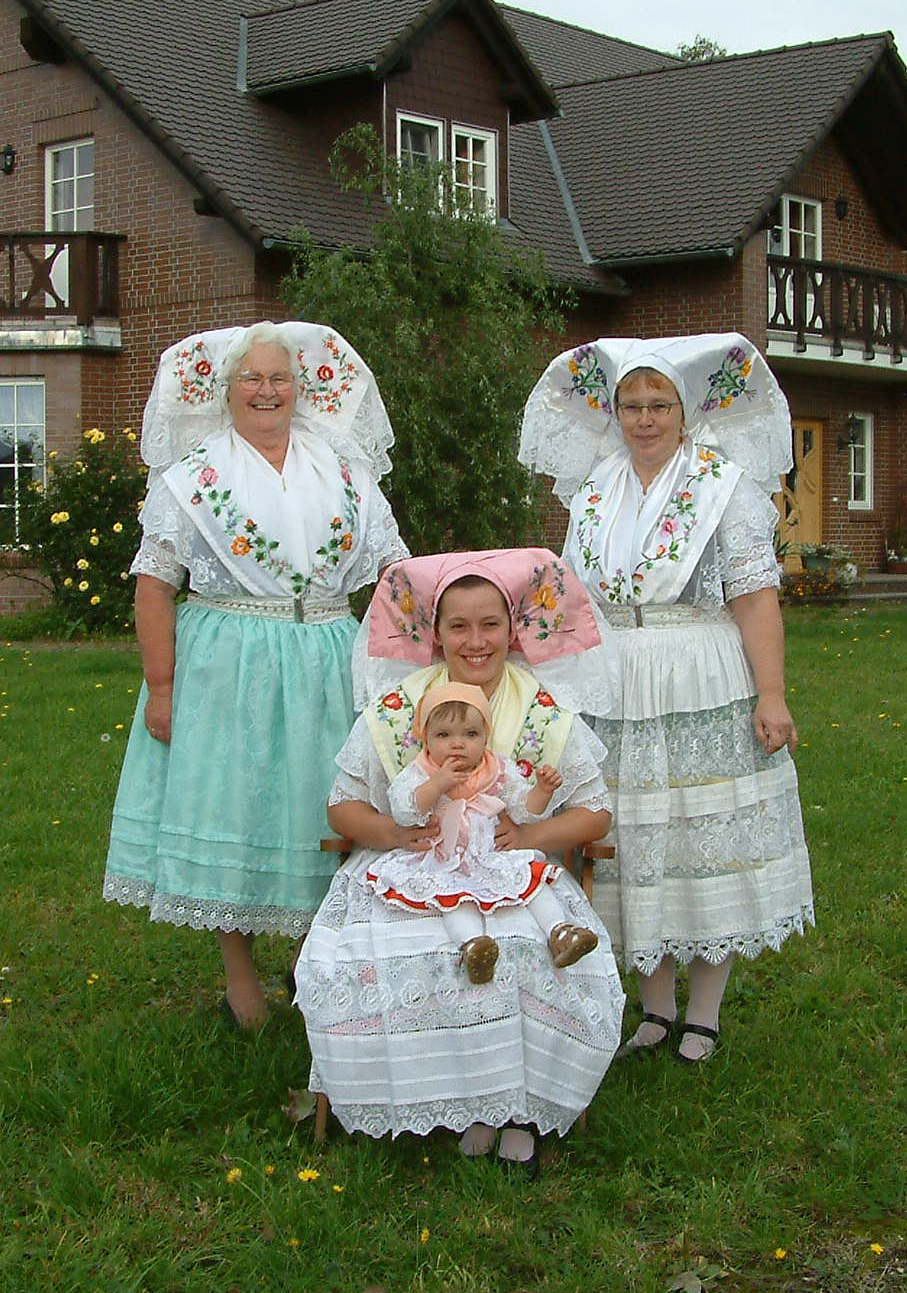
Spreewaldtracht (Raddusch)

Die Spreewaldtracht ist die im Spreewald beheimatete Variante der traditionellen sorbischen Tracht. Der ethnisch neutrale auf die Herkunftsregion bezogene Begriff setzte sich erst in nationalsozialistischer Zeit durch. Vorher wurde die Tracht meist einfach als „Wendische Tracht“ bezeichnet.

## Verbreitung
Sie ist nicht nur auf den Spreewald bezogen, wird aber dort besonders oft zu feierlichen Anlässen, meist im Rahmen touristischer Feste, getragen und hat daher den Namen „Spreewaldtracht“.  Für die Spreewaldregion wäre die Bezeichnung „Wendische Tracht“ zutreffender, da die dort lebenden Nachfahren des slawischen Volksstammes der Lusitzi für sich selbst den Wendenbegriff bevorzugen. Jedes Dorf bzw. jedes Kirchspiel hat dabei seine speziellen Formen, die dem Eingeweihten sagen, aus welchem Ort die Trägerin stammt und welchen Familienstand diese hat. Die Tracht wird im Alltag nicht mehr getragen. Das Heimatmuseum im Dissen-Striesower Ortsteil Dissen zeigt 15 verschiedene vollständige Spreewaldtrachten.

## Beschaffenheit
Die Tracht unterscheidet sich auch nach Anlass und Ort: Es gibt die Sonntagstracht (auch Ausgeh- und Festtagstracht), die Kirchgangstracht (meist schwarz-weiß) und die Arbeitstracht aus Blaudruckstoffen. Bestandteile sind 
- Haube, meist ein kunstvoll besticktes Kopftuch, das wie eine Haube getragen wird.
- Trägerrock aus schwerem Samt in großen Falten. Das Innenfutter des Rocks besteht aus Leinen und er wird unten durch ein breites besticktes Band abgeschlossen.
- Der Rock wird vorne durch eine Schürze mit Stickmuster oder Häkelarbeiten teilweise verdeckt.
- Das Oberteil der Tracht bilden die Samtweste zusammen mit einem bestickten Schultertuch.

Hüftbänder mit großen Schleifen hinten (je nach Ort  auch nach vorn gebunden) und mehrere Unterröcke verleihen den Trägerinnen eine ausgefüllte Körperform.